# Моніторинг комп'ютерної мережі
Моніторинг комп'ютерної мережі — процес постійного відстеження комп'ютерної мережі на наявність повільних або несправних компонентів, перевірка стану метрик, зокрема метрик якості надання послуги. Процес включає повідомлення адміністратора мережі (електронною поштою, SMS або іншими сигналами тривоги) в разі збоїв або інших проблем. Моніторинг мережі є частиною керування мережею.

## Подробиці
Тоді як система виявлення вторгнень відстежує мережеві загрози, що надходять у мережу ззовні, система мережного моніторингу відстежує в мережі проблеми, викликані перевантаженням або збоєм серверів, мережевих підключень чи інших пристроїв.
Наприклад, щоб визначити стан вебсервера, програмне забезпечення моніторингу може періодично надсилати HTTP-запит для отримання сторінки. Для поштових серверів тестове повідомлення може бути надіслано через SMTP та отримано за допомогою IMAP або POP3.
Зазвичай вимірюваними метриками є час відгуку, доступність та час безвідмовної роботи. Набувають популярності також метрики узгодженості та надійності. Поширення засобів оптимізації WAN негативно впливає на більшість інструментів моніторингу мережі, особливо коли йдеться про вимірювання точної наскрізної затримки, оскільки вони обмежують можливість перевірки часу затримки туди й назад.
Збої запиту статусу, такі як неможливість встановлення з'єднання, перевищення часу очікування або неможливість отримання документа або повідомлення зазвичай приводять у дію систему моніторингу: може бути надіслано аварійний сигнал (через SMS, електронну пошту тощо) системному адміністратору-резиденту, активовано автоматичні системи аварійного перемикання для зняття проблемного сервера з роботи, доки він не буде відремонтований, тощо.
Моніторинг продуктивності мережевого висхідного каналу також відомий як вимірювання мережевого трафіку.
Системи мережевого моніторингу бувають пасивні та активні. Пасивні орієнтовані на збирання та аналіз наявного мережевого трафіку, активні здатні його ініціювати.

### Аналітика маршрутизації
Аналітика маршрутизації — ще одна важлива галузь мережевих вимірювань. Вона включає методи, системи, алгоритми та засоби для моніторингу стану маршрутизації мереж. Неправильна маршрутизація або проблеми з маршрутизацією викликають небажане зниження продуктивності чи простої.

### Різні типи протоколів
Служби моніторингу сайту можуть перевіряти сторінки HTTP, HTTPS, SNMP, FTP, SMTP, POP3, IMAP, DNS, SSH, TELNET, SSL, TCP, ICMP, SIP, UDP, потокове передавання мультимедіа та низку інших портів з різними інтервалами перевірки від кожних чотирьох годин до кожної хвилини. Як правило, більшість служб моніторингу мережі тестують сервер від одного разу на годину до одного разу на хвилину.
Для моніторингу продуктивності мережі більшість засобів використовують такі протоколи як SNMP, NetFlow, Packet Sniffing або WMI.

### Моніторинг інтернет-серверів
Моніторинг інтернет-сервера забезпечує поінформованість власника сервера про роботу самого сервера та/або запущених на ньому сервісів. Моніторинг сервера може бути внутрішнім, тобто програмне забезпечення веб-сервера перевіряє його стан і повідомляє власника, якщо якісь служби виходять з ладу, і зовнішнім, тобто деякі компанії, що займаються моніторингом веб-серверів, перевіряють стан служб із певною періодичністю. Моніторинг сервера може включати перевірку системних показників, таких як використання центрального процесора, використання пам'яті, продуктивність мережі та дисковий простір. Він також може включати моніторинг застосунків, наприклад, перевірку процесів таких програм, як HTTP-сервер Apache, MySQL, Nginx, Postgres та інших.
Зовнішній моніторинг надійніший, оскільки продовжує працювати навіть тоді, коли сервер повністю виходить з ладу. Хороші інструменти моніторингу серверів також мають функції порівняльного аналізу продуктивності, можливості оповіщення та можливість пов'язувати певні граничні значення з автоматизованими серверними задачами, такими як виділення додаткової пам'яті або виконання резервного копіювання.

### Повідомлення
Оскільки інформація, що надходить від сервісів моніторингу веб-серверів, в більшості випадків має терміновий характер і може мати вирішальне значення, можуть використовуватися різні способи оповіщення: електронна пошта, стаціонарні та мобільні телефони, месенджери, SMS, факс, пейджери тощо.